# Coromitrene
Coromitrene (llatí: Choromithrene) és el nom que dona Ptolemeu a una província del nord de la Mèdia. En aquesta província esmenta el districte d'Elimaida, a la seva part septentrional.